# Novo Selo (żupania zagrzebska)
Novo Selo – wieś w Chorwacji, w żupanii zagrzebskiej, w mieście Vrbovec. W 2011 roku liczyła 123 mieszkańców.